# August Nogara
August Joseph Nogara (28 de fevereiro de 1984 — 28 de junho de 1986) é um ciclista estadunidense, nascido na Itália. Nos Jogos Olímpicos de Verão de 1920 em Antuérpia, competiu representando Estados Unidos na prova de estrada (individual e por equipes), terminando na trigésima e sétima posição, respectivamente.